# De Bezige Bij
De Bezige Bij is een Amsterdamse uitgeverij, die op 12 december 1944 illegaal werd opgericht door Geertjan Lubberhuizen en Rut Matthijsen. De uitgeverij was toen al twintig maanden actief om met haar uitgaven geld te genereren voor het Utrechts Kindercomité, dat joodse kinderen door de oorlog hielp. De eerste uitgaven werden in Utrecht gerealiseerd, maar al snel verhuisden de activiteiten naar Amsterdam. Na de oorlog ontwikkelde De Bezige Bij zich tot de grootste literaire uitgever van Nederland met een fonds met als voornaamste kenmerk dat het uitgebreid en divers is. De Bezige Bij behoort tot het concern van WPG Uitgevers.

## Geschiedenis

### 1943:De achttien dooden

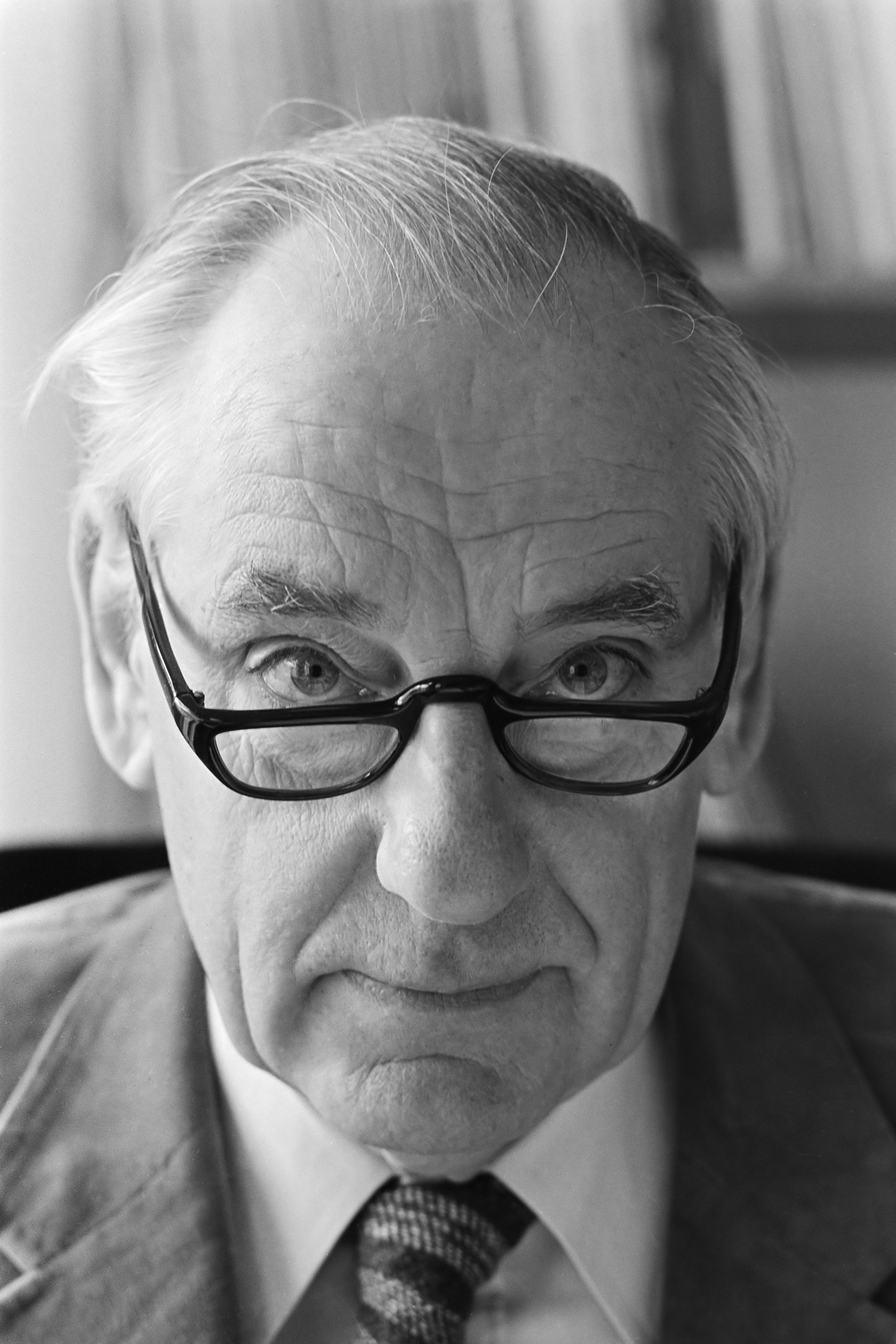
Geertjan Lubberhuizen
(15 maart 1916 - 18 juli 1984)

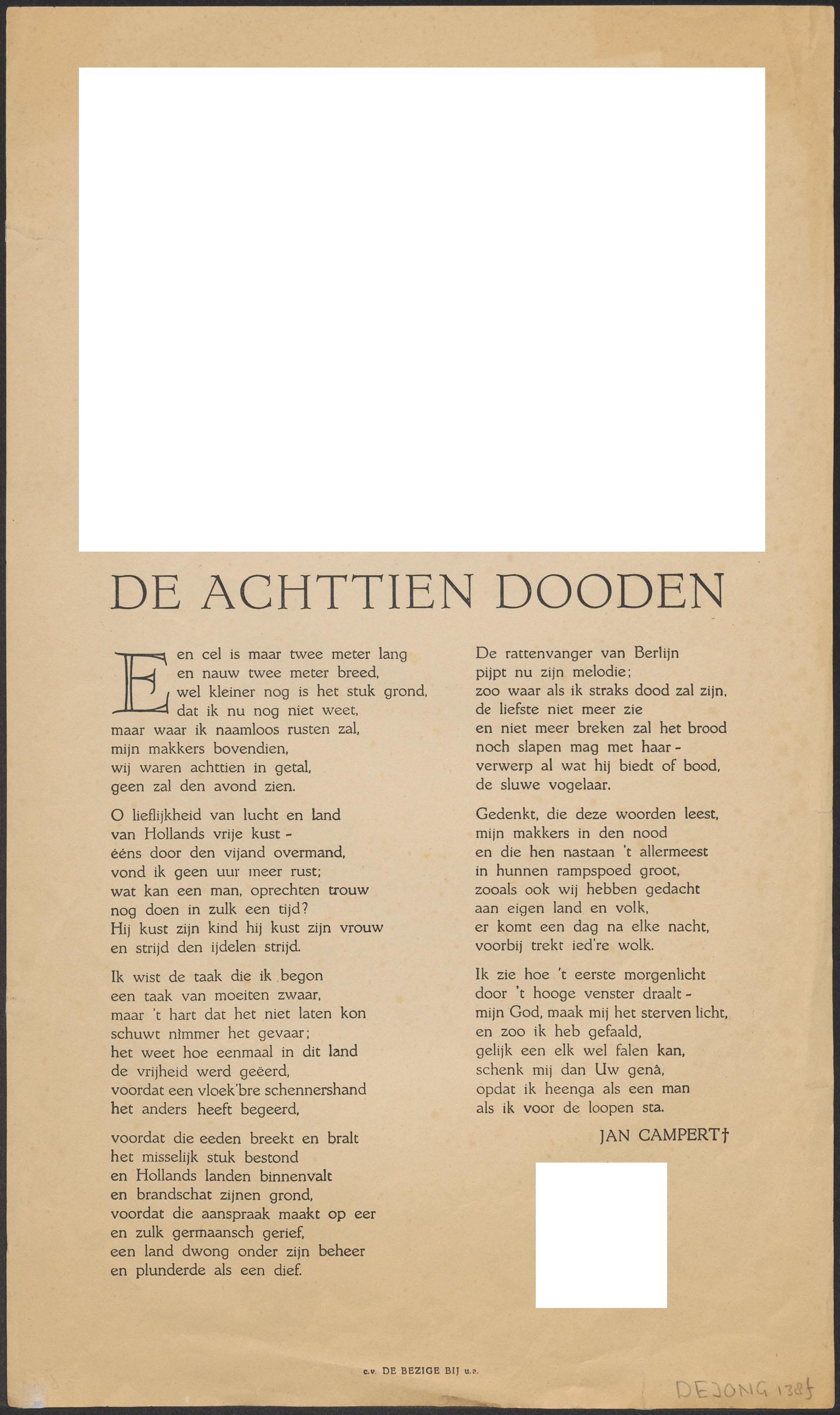
Rijmprent De achttien dooden door Jan Campert, uitgave Bezige Bij (illustratie vanwege auteursrecht verwijderd)

Geertjan Lubberhuizen, student scheikunde te Utrecht, was actief in het verzet en benutte zijn studie door persoonsbewijzen en stamkaarten te vervalsen, maar was ook betrokken bij het in brand steken van de Utrechtse studentenadministratie en het verspreiden van illegale aanplakbiljetten, uiteenlopende activiteiten die hij onder de schuilnaam Bas Ruys verrichtte en die hem de bijnaam 'Bezige Bas' en 'The Busy Bee' opleverde. Hij werkte vaak samen met zijn studiegenoot Rut Matthijsen en raakte als fondsenwerver betrokken bij het Utrechts Kindercomité, dat was opgericht om joodse kinderen de oorlog door te helpen. Ook Sjoerd Leiker was voor deze organisatie actief. Het vinden van onderduikadressen werd bemoeilijkt doordat mogelijke onderduikfamilies vaak geen extra mond konden voeden. Om de geldschieters als tegenprestatie iets aan te kunnen bieden, werd een rijmprent vervaardigd die ook verkocht kon worden.
De tekst hiervan was het gedicht De achttien dooden van de verzetsstrijder en dichter Jan Campert, die wegens jodenhulp naar concentratiekamp Neuengamme werd gedeporteerd, waar hij op 12 januari 1943 overleed. Het gedicht verscheen in februari 1943 voor het eerst in de ondergrondse bladen Het Parool en Vrij Nederland. Lubberhuizen kreeg de tekst begin 1943 van Anne Maclaine Pont, een medewerkster van het kindercomité. Lubberhuizen nam contact op met Fedde Weidema, met wie hij voor de oorlog in een jazzorkest had gespeeld en die een opleiding tot graficus volgde, om het vers van een illustratie te voorzien. Weidema verzorgde een compositie waarin een dode omringd is door zowel symbolen van Nederland (tulpen, het silhouet van een stad met kerktoren) als van de oorlog (prikkeldraad, ruïnes, grafstenen). Om aan papier te komen liep Lubberhuizen kantoorboekhandels af. Clichéfabriek Photogravure maakte clichés en bleef dat de hele oorlog doen voor De Bezige Bij. De vermenigvuldiging werd verzorgd door de Utrechtse drukker van illegale bladen Jan Hendriks, die drie dagen nodig had voor de eerste druk van 500 exemplaren. Deze druk is de allereerste uitgave van De Bezige Bij en dateert van na april 1943. De vierde druk van de rijmprent vermeldt voor het eerst de naam van de illegale uitgeverij en het bijenvignet - eveneens door Weidema vervaardigd - dat tot op de dag van vandaag wordt gebruikt. Een goedkope druk kostte een tientje en een romeins genummerde vijfentwintig gulden en na aftrek van de kosten kwam dit bedrag ten goede aan het Kindercomité. In september had de rijmprent al 75.000 gulden opgebracht, genoeg om ook kunstenaars en toneelspelers die geweigerd hadden zich bij de Kultuurkamer aan te sluiten en dus geen werk meer hadden, te kunnen steunen. Zo werd de uitgeverij vanzelf ook een huis voor schrijvers die geen lid van de Kultuurkamer waren. Volgens schattingen van betrokkenen bereikte de oplage van de rijmprent gedurende de oorlog de 15.000.
De aankomende chemici Lubberhuizen en Matthijssen wisten niets van drukken of boekverzorging. Ze bestudeerden bibliofiele uitgaven en Matthijsen kocht een boek over grafische technieken. Aan het einde van 1943 waren de belangrijkste krachten Lubberhuizen en Charles van Blommestein. Lubberhuizen zette medewerkers van het Kindercomité in voor zijn uitgeefpraktijk en trok aldus een wissel op de energie van het comité, maar dat kon niet anders omdat het geld van de uitgaven nodig was om de organisatie op de been te houden.
Naast Hendriks werd een tweede drukker ingeschakeld, Fokke Tamminga uit Den Haag. Daarnaast drukte Huib de Koningh, Haags boekbinder, op een degelpers de Moffenspiegel, een boekje over Adolf de eerste (en de laatste) en zijn trawanten, een succesvolle uitgave (2000 exemplaren) waarop de Duitsers erg gebeten waren. Een Groningse drukker die met de uitgave niets uitstaande had, werd doodgeschoten omdat bij een inval in diens drukkerij een exemplaar werd aangetroffen en hij er dus van verdacht werd de drukker ervan te zijn. Het betrof een reeks cartoons waarin de bezetter belachelijk gemaakt werd. Zo werd op een prent het invorderen van fietsen behandeld, waarbij Duitsers fietsers op straat staande houden om hun fiets in beslag te nemen. Het zijn evenwel aftandse, nauwelijks berijdbare wrakken die de begeerte van de bezetter opwekken.

### 1943-1944: DeQuousque Tandem-reeks
In 1943 werd begonnen met de reeks Quousque Tandem, met als logo de letters QT. De naam van de serie is ontleend aan de beroemde vraag van Cicero: “Hoe lang nog, Catilina, zult ge misbruik maken van ons geduld.” De eerste uitgave in de reeks was De zeven hoofdzonden van Hector Mantinga. De boekverzorging was in handen van binderij Danner uit Utrecht, waar Lubberhuizen een kamer huurde. Papier werd geleverd door Van Gelder papiergroothandel. De QT-reeks bepaalde het gezicht van de Bij tijdens de oorlog. De serie bestond uit vijftien mooie, kostbare boekjes waar de mensen nogal wat geld voor over hadden omdat ze anders toch weinig met hun geld konden doen: twee dichtbundels van Maurits Mok, sonnetten van professor Pieter Geyl en gedichten van Hendrik de Vries en Anton van Duinkerken. A. Roland Holst was met twee titels vertegenwoordigd, In memoriam Charles Edgar du Perron et Menno ter Braak en Eigen achtergronden. Die laatste was de tekst van een lezing die Roland Holst op clandestiene culturele bijeenkomsten hield. Het omvangrijkste boek was Sjoerd Leiker, Drie getuigen, en verder verdient nog vermelding F. Bordewijk met Verbrande erven. Ook buiten deze reeks publiceerde de Bij oorspronkelijk Nederlands werk, zoals de gedichtenbundel Luchtalarm van Adriaan Morriën.
Toen de uitgeverij eenmaal goed draaide, moesten er zoveel boeken vervoerd worden dat het gevaar en problemen opleverde. In koffers werden ze naar het postkantoor te Utrecht gebracht en daar in de brievenbus van de centrale hal gegooid. Als afzender was een plakadres aangebracht met: Boekhandel Broere, Nachtegaalstraat 14, zodat er een schijn van authenticiteit aan gegeven werd zonder dat boekhandel Broese aan de Nachtegaalstraat 20 in de problemen kwam. Lubberhuizen en Van Blommestein hadden vrij reizen met het spoor dankzij vervalste legitimatiebewijzen als 'inspecteur' van de NS.

### 1944: Drie executies en plannen voor een coöperatie
In 1944 liet De Bezige Bij de roman Le Silence de la Mer (De stilte der zee) vertalen, geschreven door Vercors, achter welk pseudoniem de tekenaar en typograaf Jean Bruller schuilging, de oprichter van de illegale uitgeverij Les Éditions de Minuit. De eerste uitgave van die uitgeverij was deze roman in 1942. De Gestapo trof de drukproeven aan bij een inval bij de Utrechtse Typografen Associatie en schoot nog dezelfde dag de typograaf en twee drukkers dood. In de hongerwinter verscheen een nieuwe vertaling waarvan de baten ten goede kwamen aan de nabestaanden van de drie gefusilleerden.  Deze uitgave was in meerdere betekenissen illegaal, want de Nederlandse vertaalrechten waren verkocht aan uitgeverij Manteau. Na de oorlog en stevige onderhandelingen met Manteau, kon het boek verschijnen in de door Manteau bestelde vertaling van Hubert Lampo.
Op 1 april kwam onder redactie van Jan H. de Groot, Han G. Hoekstra en Halbo C. Kool Het Vrij Nederlands Liedboek uit, met 131 verzetsgedichten. De oplage was 1900. Bij andere uitgevers waren al vier van dit type bloemlezingen verschenen, zowel kleinere als omvangrijkere, maar die van De Bezige Bij had de beste typografische en boektechnische verzorging. Deze verzetspoëzie bepaalde het beeld van ondergrondse uitgaven onder de bezetter. Dezelfde maand verplaatste het centrum van de uitgeverij zich naar Amsterdam. Na zijn huwelijk op 19 april verhuisde Lubberhuizen naar de Keizersgracht 260 en Sjoerd Leiker, die zich in Haarlem niet langer veilig voelde, betrok een woning aan de Rijnstraat. Vanuit zijn nieuwe woonplaats werkte Lubberhuizen aan zijn contacten met schrijvers. Vervalste legitimatiebewijzen van Rut Matthijsen verschaften Lubberhuizen de nodige bewegingsvrijheid: mannen tot dertig jaar liepen kans te worden opgepakt en dus werd zijn geboortedatum op zijn persoonsbewijs drie jaar vervroegd. Bovendien had hij een in het Duits gestelde verklaring dat hij als ambtenaar bij de gemeentewaterleiding zijn fiets nodig had. Charles van Blommestein had een vals Marschbefehl, waarmee de Sicherheitspolizei gesommeerd werd hem ongehinderd te laten passeren. Zo leverde hij het drukwerk aanvankelijk per fiets en vanaf maart 1945 per motor naar Laren, Amsterdam en over Den Haag weer terug.
Lubberhuizen kwam ook in contact met De Algemene Vrije Illegale Drukkerij (D.A.V.I.D), een project van Dick van Veen en Jo Pellicaan uit de kring van Vrij Nederland. De Duitsers hadden van een drukker diens drukmachines gevorderd en om nog iets te redden werd besloten enkele machines elders onder te brengen, namelijk aan de Spuistraat 28. Dit adres werd met instemming van Marten Toonder, van de nabijgelegen filmstudio, voorzien van het opschrift Hulpstudio 2 Marten Toonder Films. Er was dus geen sprake van een legale drukkerij die ook illegaal werk drukte, maar de hele drukkerij was illegaal. Het adres werd geheim gehouden en Lubberhuizen was de enige die het zomaar vond. In de hongerwinter werd hier De stilte der zee gedrukt op een handpers. Ook verscheen er een kleine serie, drie rijmprenten en het boekje Dagboek onder het kruis van W.A.P. Smit, die de naam D.A.V.I.D.-reeks kreeg.
De Bezige Bij had niet alleen te maken met beslommeringen die met de oorlog samenhingen, maar ook met kwesties die in alle tijden karakteristiek zijn voor een uitgeverij, zoals de beoordeling van aangeboden manuscripten, het maken van prijsstellingen, problemen met drukkers en binders. Ook werden manuscripten voor na de oorlog bewaard en nog hetzelfde jaar werden plannen gemaakt voor de voortzetting van de uitgeverij na de oorlog, het Plan voor de Coöperatieve Uitgeverij De Bezige Bij in hoofdlijnen. Naast het opstellen van statuten was het zaak geld opzij te zetten als bedrijfskapitaal en tegelijk de doelstelling van de uitgeverij niet te corrumperen. Daarom verschenen onder een imprint twee illegale uitgaven. Onder de uitgeversnaam De Doezende Dar werd W.A.-man van Theun de Vries (onder de naam M. Swaertregen) gepubliceerd, een novelle over een NSB'er. Bij De Weduwe de Bije verscheen Het raadsel van Arend en Hendrik Goudt door Derk Hoek (onder de naam Jan Jacob ten Hove). Deze twee zeer dure titels leverden na aftrek van kosten 25.000 gulden op.
Onder leiding van Sjoerd Leiker werd in 1944 aan een tijdschrift gewerkt, Voorpost, waarvan de geschiedenis ontmoedigend aandoet. Er waren veel tegenstellingen tussen de redactieleden. Zo stond Leiker een tijdschrift voor ogen dat open stond voor jong en oud, terwijl redactielid Koos Schuur liever een blad publiceerde dat alleen jonge auteurs een podium zou bieden. In december werd het eerste nummer vervaardigd door de drukkerij van Fokke Tamminga in Den Haag en per zolderschuit naar Amsterdam verstuurd. Maar in Leiden nam de Duitse politie de zending in beslag. Hierop werd een tweede editie gedrukt, maar het zetsel daarvan belandde in de gracht toen de politie de zetterij binnenviel.
Op 12 december 1944 werd dit bedrag via een notaris in de kas van het Nationaal Steun Fonds gestort onder voorwaarde dat het tegoed na de bevrijding aan de uitgeverij teruggegeven zou worden. Deze storting betekende de officiële oprichting van De Bezige Bij, twintig maanden nadat de eerste uitgave was verschenen. De oprichtingsakte bestond uit zestien handgeschreven foliovellen waarin de statuten waren opgenomen. De eerste bestuursleden waren Henriëtte van Eyk, Halbo C. Kool en Sjoerd Leiker. De woning van Van Eyk fungeerde als het trefpunt voor de groep die belast was met het organiseren van de verkoop: naast de net genoemden waren dat Han G. Hoekstra en Jan H. de Groot. In mei gaf Lubberhuizen de rechtenstudent Cees van Leeuwen opdracht zich te beraden op de juridische gestalte die de uitgeverij na de oorlog zou aannemen.

### 1945: De laatste maanden
Cartoonist Karel Links maakte een Vrijheidskalender voor 1945. Ondergrondse publicaties die niet tegen de bezetter gericht waren, begonnen de kritiek uit te lokken dat deze de moeite en het risico niet waard zouden zijn. Hierop publiceerde Gerrit Kamphuis onder het pseudoniem G. Miles de brochure Cultureel verzet in Nederland, vijf eenzijdig gestencilde foliovellen waarin werd gepoogd die kritiek, gepubliceerd in De vrije gedachte van 19 februari, te weerleggen. In deze laatste oorlogsmaanden begon een afzetprobleem te ontstaan omdat het publiek uitgekeken begon te raken op rijmprenten die De Bij nog altijd bij honderden vervaardigde.

### Karakteristiek van het fonds tijdens de bezetting
Ruim zeventig uitgaven vormden het fonds dat tijdens de bezetting verscheen, waarbij het criterium om van een uitgave te spreken is dat de tekst opnieuw moet zijn gezet. Hiermee is de Bij de grootste ondergrondse uitgeverij, ver voor de nummer twee, A.A.M. Stols met ruim zestig uitgaven, waarvan bovendien bijna de helft bestond uit herdrukken van klassieke Franse werken waar de bezetter weinig op tegen kon hebben. De geschatte omzet loopt uiteen van de ƒ 700.000,- die in de oorlogsstudie Onderdrukking en verzet (1949-1954) werd genoemd tot de ƒ850.000,- die in een brochure van De Bij uit 1959 wordt opgegeven. Hoeveel mensen daarmee gebaat waren, valt niet te zeggen. Vast staat dat het Utrechts Kindercomité, waar het meeste geld heen ging, gedurende de oorlog vierhonderd kinderen heeft geholpen. Tijdens de hongerwinter ontpopte de uitgeverij zich ook als voedselorganisator.
Het fonds was reeds tijdens de bezetting 'zeer divers', zowel wat de boekverzorging als de aard betreft. Oudhollandse spreuken verschenen op geschept papier en politieke gedichten op zurig oorlogspapier, er waren mooi gebonden linnen boeken zonder politieke lading en prentbriefkaarten met gewaagde satirische cartoons. Ook was er een kalender met op het voorblad een vanuit Londen boven Nederland gedropte foto van koningin Wilhelmina. De Bij gaf protestantse (W.A.P. Smit, onder de naam Evert. J. Pott), katholieke (Anton van Duinkerken) en dichters van niet-kerkelijke signatuur uit. Om deze ruimdenkendheid beschouwde P.J. Meertens de uitgeverij als liberaal. De literaire kwaliteit verhoudt zich omgekeerd evenredig met het politieke karakter van de poëzie: de verzetsgedichten zijn geen literaire uitblinkers, terwijl de geslaagde poëzie nauwelijks een politieke strekking heeft.
Meer dan de poëzie had het proza, dat een belangrijke plaats in het fonds opeiste, een verzetskarakter. In de brochure Het Nieuw Geuzenlied uit 1944 noemde de auteur Gerrit Kamphuis (onder de naam G. Miles) het nazibewind uit voor 'tyrannie', 'barbaarsche terreur' en 'Teutoonsche moordpelotons'. Referenties aan de Tachtigjarige Oorlog werden gebruikt om zich indirect tegen de huidige bezetter te keren. De lezer zou zelf de strekking wel actualiseren. Onder meer vanwege dergelijk indirect verzet acht Renders het onderscheid tussen zonder toestemming van de bezetter verschenen niet-politieke clandestiene uitgaven enerzijds en ondergrondse uitgaven die zich wel degelijk tegen de bezetter keren, niet zinvol. Volgens medewerker Max Nord zijn twee andere criteria van groter belang om het fonds van De Bij illegaal te noemen, namelijk het risico om gepakt te worden en het afstaan van de verdiensten ter ondersteuning van politieke actie. In deze zin zijn alle uitgaven van de Bij illegaal geweest, omdat ze zonder uitzondering bedoeld waren om verzetsgroepen te financieren.
Ruim tien procent van de uitgaven, acht van de meer dan zeventig, kan beschouwd worden als een eerbetoon aan het koningshuis. Wilhelmina's proclamatie van 10 mei 1940 verscheen in mei 1944 als eerste aflevering van de serie Documents Humains. Een foto van de vorstin was op het eerste blad van alle exemplaren van de beide drukken van de Vrijheidskalender geplakt.

### 1945: Het legalisatieproces na de bevrijding
Omdat noch Lubberhuizen noch Van Blommestein een uitgeversdiploma hadden, werd meteen na de bevrijding Wim Schouten, die wel over de juiste papieren beschikte, in de directie gehaald. Op 17 mei 1945 liet de notaris de stichtingsakte registreren. Op 1 augustus werd De Bij ingeschreven in het Handelsregister en aan de wettelijk voorgeschreven openbaarmaking werd voldaan op 13 september, toen de statuten verschenen als bijvoegsel van de Nederlandse Staatscourant. De uitgeverij werd gehuisvest aan de Herengracht 18, waar in de oorlog de NSB-uitgeverij Westland was gevestigd en dat thans leegstond. Op 1 oktober werd de verhuizing naar de Van Miereveldstraat 1 ingeschreven. Het ging om een pand dat voor de uitgeverij werd gerequireerd door de ambtenaar van het Gemeentelijk Bureau Inkwartiering, die onder de Canadese Town Major viel. In 1948 werd het pand voor ƒ35.000,- aangekocht.
Zonder erkenning door de Vereeniging ter Bevordering van de Belangen des Boekhandels was geen papiervergunning mogelijk en zelfs geen handel. Maar bij het verkrijgen van die erkenning ondervond De Bij tegenwerking van Fred von Eugen, lid van de zuiveringscommissie voor de uitgevers. Deze meende ten onrechte dat de uitgeverij onoorbaar gebruik had gemaakt van illegaal geld en stelde alles in het werk om erkenning te verijdelen. Bovendien waren er andere vertragingstactieken die volgens uitgeverijhistoricus Roegholt een zekere afkeer of gewoon angst voor een concurrent op coöperatieve grondslag verraadt. Het gaat dan om bezwaren als zou het bedrijfskapitaal te klein zijn om de crediteuren zekerheid van betaling te bieden, bezwaren tegen de aansprakelijkheidsvorm van de coöperatieve vereniging, het bezwaar dat de uitgeverij auteurs bij de concurrent zou willen weghalen door ze grotere verdiensten in het vooruitzicht te stellen en bezwaar tegen de onervarenheid van Schouten. Dit laatste werd ondervangen dat de ervaring van Lubberhuizen daarvoor zou compenseren. Volgens Schouten zelf speelde zijn onervarenheid juist een rol bij zijn aanstelling: Lubberhuizen voelde aan dat het binnenhalen van een ervaren man als bijvoorbeeld G.A. van Oorschot, die wel degelijk belangstelling had om bij De Bij betrokken te worden, zou betekenen dat die spoedig een dominante rol zou gaan spelen en dat Lubberhuizens eigen visie dan niet verwezenlijkt zou worden. Op 6 september werd de erkenning ingeschreven op naam van Schouten. De papiervergunning was al op 26 juni afgegeven door het welwillende hoofd van het Bureau Papierverdeling.

### 1945-1950: De eerste naoorlogse jaren
De schrijfster Willy Corsari, een vriendin van Henriëtte van Eyk, publiceerde bij een andere uitgeverij maar stond aan De Bezige Bij haar oorlogsroman Die van ons af. Deze titel hield de uitgeverij de eerste jaren op de been, want reeds in 1948 was het boek aan de zevende druk toe. Er werden 68.000 exemplaren van verkocht en in 1970 stond het nummer acht op de lijst van meestverkochte boeken uit de geschiedenis van het fonds. De commerciële koers viel niet in goede aarde bij alle auteurs die het ledenbestand van de coöperatieve vereniging uitmaakten. Sommigen hadden verwacht dat de lijn van beperkte oplagen voortgezet zou worden, maar Lubberhuizen achtte de financiële gezondheid het best gediend bij een bredere aanpak.
De vraag of de auteurs meebeslisten over wat werd uitgegeven werd een ander conflictpunt. Max Nord vond dit zo belangrijk dat hij nauwelijks een week na de erkenning uit de vereniging stapte omdat zonder zijn voorkennis het boek Zes kaarsen voor Indië van Leonard Huizinga was verschenen, waarvan 40.000 exemplaren werden gedrukt. Het was een reactionair boek waarvan de uitgave sterk door de regering werd gesteund en dat volgens Roegholt 'een verouderde kolonialistische geest ademde.' De opvatting dat een reactionair boek niet bij deze uitgeverij zou passen bracht een misverstand aan het licht, namelijk dat de coöperatieve organisatievorm een progressieve inslag deed vermoeden waarvan de oprichters, twee Utrechtse corpsstudenten, zich nauwelijks bewust waren.
De uitgeverij beschouwde de periode van de bezetting als moreel kapitaal voor de tijd die na de bevrijding aanbrak. Met het politieke imago werd zorgvuldig omgegaan in prospectussen en andere reclame-uitingen in de eerste naoorlogse tijd. Zo werden goedlopende boeken die buiten het progressieve beeld vielen, uit de prospectussen weggelaten. Aanvankelijk werd ook met de uitgaven zelf voortgeborduurd op de bezettingstijd. Al in maart 1945 schreef Lubberhuizen aan Van Blommestein dat hij na de oorlog een Jappenspiegel wilde publiceren naar het voorbeeld van de Moffenspiegel, die hij wilde laten herdrukken. De erven Campert hadden de rechten bij A.A.M. Stols ondergebracht, maar met toestemming werden in 1945, na de bevrijding, nog 16.000 exemplaren gedrukt.
Twee nieuwe reeksen werden opgezet, Tandem Aliquando ('eindelijk dan toch') en Periscoop, elk bestaande uit tien boeken die werden gedrukt in een oplage van 525 op oud-Hollands papier, een symbolisch aantal omdat de meeste uitgaven onder de bezetting in dat aantal en op dat papier werd vervaardigd. Ook werden twee tijdschriften opgezet: in 1945 Ruim Baan, een jeugdblad met een linkse signatuur dat 34 nummers haalde, en in 1949 het minder succesvolle Hobbyclub van Leonard de Vries dat na enkele nummers stopte. In politieke en levensbeschouwelijke zin had het fonds iets van een kameleon: de individualistisch en liberale kant werd vertegenwoordigd met uitgaven van Ter Braak en Du Perron, communistisch angehauchte auteurs (Gerrit Kouwenaar, Bert Schierbeek) zaten in het gezelschap van een communistenvreter als Arthur Koestler. Diens Nacht in den middag uit 1946 werd een bestseller en stond in 1970 op plaats 44 in de bestsellerlijst van het fonds met 36.000 exemplaren. Nog enkele titels van Koestler volgden. In 1950 werd de bundel opstellen van afvallige communisten De god die faalde een klapper. Een nieuwe actualiteit, de Koude Oorlog en McCarthyisme had de oorlog verdrongen.
Het ideaal om vooral het werk van de eigen leden te brengen leverde geen goede verkoopresultaten op. In 1946 kwamen zes vertaalde titels uit, samen goed voor een brutowinst van ƒ50.000,-, terwijl de zestig oorspronkelijk Nederlandstalige werken van dat jaar een brutowinst van ƒ125.000,- opleverden, waarvan ƒ35.000,- door het boek van Willy Corsari alleen. Het vermogen was gestegen naar ƒ93.000,-. Onder de zes vertalingen bevonden zich titels van Aleksandr Poesjkin en Nikolaj Gogol, vertaald door Aleida G. Schot. De hiermee gewekte belangstelling voor de Russische literatuur werd in de jaren vijftig verder ontwikkeld door een andere uitgever, G.A. van Oorschot met de Russische Bibliotheek. Medebepalend voor het gezicht van De Bij werd de Franse auteur Albert Camus, een van de kopstukken van het existentialisme waarvoor de belangstelling groeiende was. Met 70.000 exemplaren kwam De pest (1948) in 1970 op de achtste plaats van de bestsellerlijst van het fonds en iets daaronder, op nummer twaalf, prijkte De vreemdeling (1949) met een afzet van 63.000 exemplaren.
Als een voorname oorzaak van de onzekere financiële situatie in de eerste jaren na de oorlog noemt Wim Schouten het ontbreken van een 'oud-fonds'. Met deze term, later vervangen door backlist, wordt gedoeld op het herdrukken van oude titels die goed blijven lopen. Andere uitgeverijen konden na de oorlog weer overeind krabbelen met hun catalogus als houvast, maar De Bij bezat deze mogelijkheid niet.

#### De nieuwe generatie
In 1947 verscheen bij De Bij De avonden, het eerste boek van Simon van het Reve, zoals hij zich toen noemde. Het lag nog maar net in de winkels toen het bekroond werd met de Reina Prinsen Geerligsprijs, waardoor er 7000 exemplaren verkocht werden. In 1950 volgde nog de novelle De ondergang van de familie Boslowits, waarna de auteur bij uitgeverij G.A. van Oorschot belandde. Hij was aanwezig op de algemene ledenvergadering van 6 oktober 1950, waar hij het woord voerde in een repliek op Sjoerd Leiker, die in de coöperatie ten onrechte een idealistische, Walden-achtige organisatie had gezien en nu bezwaar maakte tegen de commerciële koers. 'We leven nu eenmaal in een kapitalistische maatschappij,' aldus Reve. 'Consequent idealisme in een uitgeverij leidt tot economische ondergang; we hebben slechts de keuze tussen zuiver commercieel en commercieel-schipperend beleid.'
Het tijdschrift Voorpost zou na de oorlog worden voortgezet, maar er werd pas na veel moeite een papiervergunning voor verkregen. Een eerste verzoek werd afgewezen door het Militair Gezag, wat volgens literatuurhistoricus Piet Calis wellicht 'een manier was om de vroegere illegaliteit een toontje lager te laten zingen.' Toen de vergunning er uiteindelijk kwam, was het enthousiasme voor het tijdschrift echter al bekoeld. De directie wenste een breed publiek aan te spreken en zocht hiertoe de medewerking van Vestdijk, terwijl het initiatiefnemer Sjoerd Leiker juist om vernieuwing begonnen was. De uitgeverij zou ook nog een tweede literair tijdschrift uitgeven, Het Woord, dat in de woorden van redactielid Koos Schuur 'de nieuwe Nederlandse letterkunde [zou] vertegenwoordigen en de ideeën van de huidige jonge generatie van dichters en schrijvers, die in den afgelopen oorlog mondig werden, onder de ogen van het publiek te brengen.' Op de ledenvergadering van 16 juli bleek dat er bij De Bij meer enthousiasme voor het vernieuwende blad bestond en toen het mogelijk bleek de papiervergunning voor het eerste tijdschrift over te hevelen naar Het Woord, werd van Voorpost afgezien. De oplage van het maandblad zou 1000 exemplaren bedragen en de omvang 32 bladzijden per nummer. Het verscheen onder redactie van Koos Schuur en Ferdinand Langen, die een nieuwe benadering voorstonden en zich afzetten tegen de weer opkomende invloed van Forum. In het tweede jaar kreeg de nieuwe richting gestalte en werd de redactie uitgebreid met Jan G. Elburg, Bert Schierbeek en Hans Redeker. Wegens het tegenvallende aantal abonnees, waardoor het tijdschrift een grote verliespost was, besloot De Bij de frequentie vanaf 1947 terug te brengen en zo werd het een kwartaalblad. Het redactiestandpunt was dat kunst autonoom was en in plaats van sociaal of politiek engagement was er veel aandacht voor irrationele aspecten. In 1948, de laatste jaargang, zijn gedichten van Gerrit Kouwenaar opgenomen en in het laatste nummer vignetten van Lucebert. Omdat ook de verschijning als kwartaalblad geen nieuwe abonnees opleverde, wat volgens Calis ook met de administratieve chaos te maken had, en het verlies alleen maar toenam, besloot de directie van De Bij met het blad te stoppen. Calis ziet een duidelijke ontwikkelingslijn in de jaargangen, van een blad dat plaats voor het irrationele wilde bieden naar een steeds concreter omlijnde richting en groep auteurs, 'waarna het blad tenslotte uitkwam op de drempel van het experimentele gedicht.'

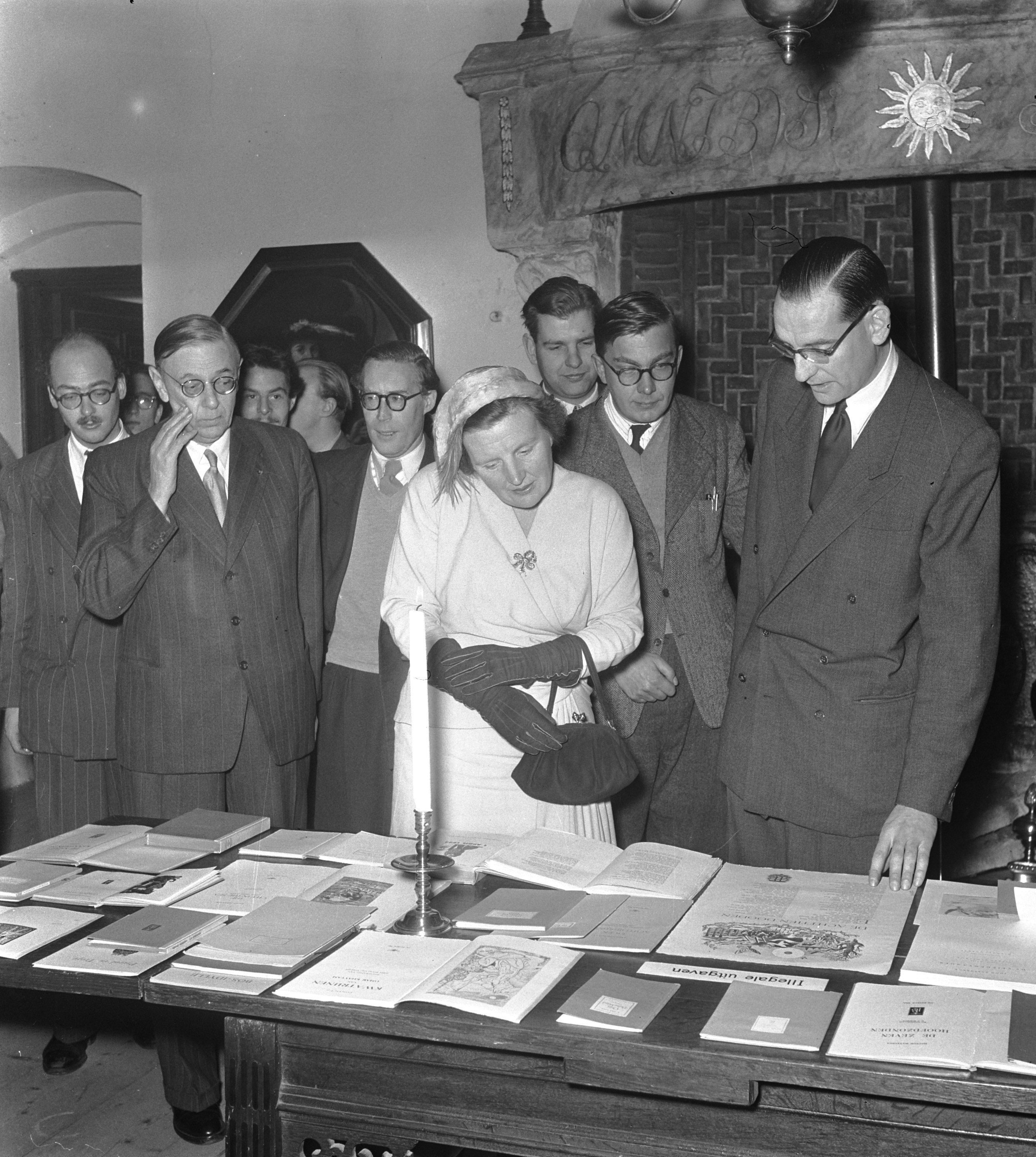
Koningin Juliana bij een tentoonstelling in het Muiderslot in 1952 over 10 jaar de Bezige Bij. Links Victor E. van Vriesland, rechts achter hem Lucebert, rechts van de koningin directeuren Wim Schouten en Geert Lubberhuizen met tussen hen in bestuurslid Halbo C. Kool

Het jaar 1950 vormt een cesuur in de geschiedenis van de uitgeverij, waarbij twee factoren zich tegelijk voordoen. De eerste is dat de uitgeverij er na vijf jaar mee ophield om steeds aan de bezettingsjaren te herinneren. Tekenend hiervoor is dat geen prioriteit werd gegeven aan het manuscript van Leo Braat over Kunst in Verzet. Tot 1954 werd erover overlegd, maar uiteindelijk kwam het niet tot een uitgave. De tweede factor is dat zich een nieuwe literaire stroming manifesteert van auteurs die door de Bij worden uitgegeven: De Vijftigers. Dat er een nieuwe periode aanbrak, blijkt ook hieruit: met Bert Voeten en Jan Gerhard Toonder bleek er zelfs plaats voor auteurs die lid waren geweest van de Kultuurkamer.

## Directie en bestuur
Geert Lubberhuizen noch Charles van Blommestein hadden het diploma van uitgever en vormden daarom met Wim Schouten, die over een boekhandels- en uitgeversdiploma beschikte, de directie van de 'Coöperatieve Vereeniging De Bezige Bij'. Na een schriftelijke cursus werd Lubberhuizen op 17 november 1949 ook erkend als uitgever. Het lukte Lubberhuizen, vanaf 1956 enig directeur, om vrijwel alle grote namen van de moderne naoorlogse Nederlandse literatuur aan zijn uitgeverij te binden. Zijn bekendste serie was de 'Literaire Reuzenpocket'.

## Financiële en fiscale structuur tot 1970
De financiële en fiscale structuur van De Bezige Bij werd na 5 mei 1945 ontworpen door J.W. Bettinck, die belastinginspecteur was. Aan de organisatievorm  lag geen specifieke theoretische benadering ten grondslag. De leden werd een kwart van het hen toekomende winstaandeel uitgekeerd in contanten, het zogenoemde ledenaandeel B. Het overige werd geplaatst op een niet-opvorderbare rekening, de ledenrekening A. Deze tegoeden stonden ter beschikking van de uitgeverij, die geen belasting verschuldigd was. Op deze manier verkreeg De Bij werkkapitaal, volgens Roegholt 'iets wat in feite [neerkwam] op het telken jare aangaan van langlopende schulden jegens de leden.' Volgens Schouten heeft deze 'behoorlijk waterdichte structuur' het bestaan van De Bij mogelijk gemaakt.  Ledenrekening A werd nooit uitbetaald omdat de uitgeverij het geld niet kon missen, onder meer vanwege de inflatie die men in 1945 nog niet kon voorzien. Ook was de rekening niet rentedragend, omdat er dan belasting over geheven zou worden. Het winstaandeel werd berekend aan de hand van een ingewikkeld puntensysteem waarmee het belang van elke titel voor de uitgeverij werd berekend, een combinatie van een reeks van subjectieve en objectieve factoren.
Op 1 januari 1970 trad de Wet op de vennootschapsbelasting in werking, die als gevolg had dat de structuur van De Bij zou moeten worden gewijzigd. Dit proces was nog gaande toen Roegholt zijn onderzoek in 1972 afsloot. In 1997 ging de uitgeverij op in De Weekbladpers, twee jaar later werd het een besloten vennootschap en de Coöperatieve Vereniging omgezet in 'Schrijversvereniging "De Bezige Bij"'.

## De grote namen in het fonds

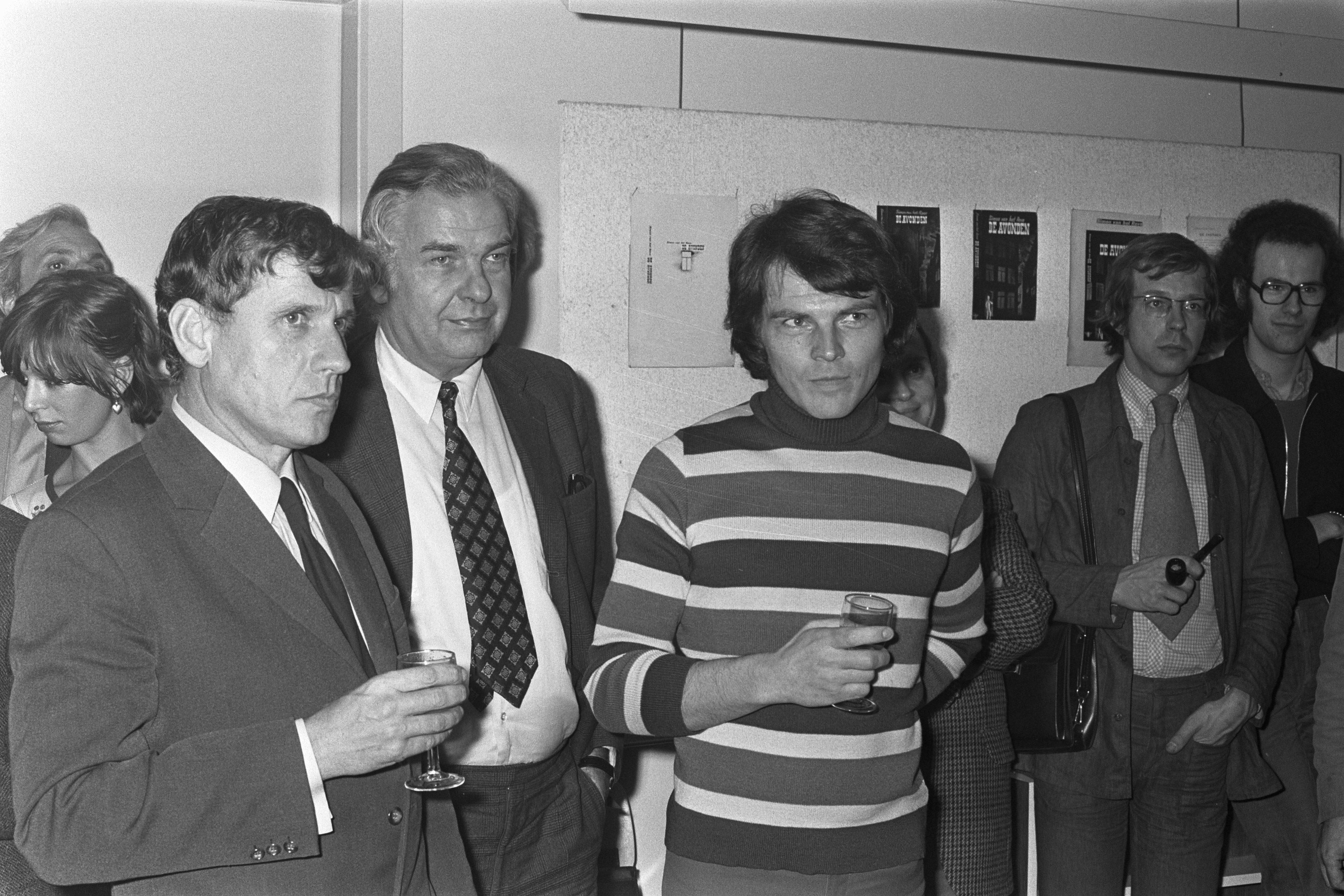
Feest bij de Bezige Bij in 1972 met Gerard Reve, vanwege 25 jaar De avonden

De Bij heeft in de loop van haar geschiedenis de nodige auteurs uitgegeven die een hoge plaats in de literaire rangorde koppelen aan een omvangrijk oeuvre waarmee ze een aanzienlijk publiek bereiken. De eerste van deze grote namen is F. Bordewijk, die in 1944 het vijftiende en laatste deeltje uit de reeks Quousque Tandem vulde met de novelle Verbrande erven. Een plaatsbeschrijving, geïllustreerd door J.M. Prange onder de schuilnaam Jan Rap. Bordewijk is ook present in de vervolgreeks Tandem aliquando van na de bevrijding, nu met de novelle Veuve Vesuvius, deel twee in de reeks, met illustraties van Fiep Westendorp. Deze titel werd nog in 1964 herdrukt, maar bij deze incidentele uitgaven is het gebleven: Bordewijk bleef zijn oude uitgever Nijgh & Van Ditmar levenslang trouw en nam de twee novellen op in respectievelijk Bij gaslicht uit 1947 en Het eiberschild van twee jaar later.
Bordewijks generatiegenoot Vestdijk daarentegen heeft zijn grote productie van na de oorlog over deze twee uitgeverijen verspreid uitgebracht. Bijna tot aan Vestdijks dood verscheen vrijwel jaarlijks minstens één nieuw boek van hem, met als de twee bestverkochte De dokter en het lichte meisje, dat op de bestsellerlijst van 1970 op plaats vijf belandde met 80.000 exemplaren, en Ivoren wachters, dat op diezelfde lijst op plaats 21 terechtkwam met ruim 50.000 exemplaren. Van Gerard Reve verscheen in 1947 zijn eerste roman De avonden, dat aanvankelijk een verkoopsucces was en daarna een 'dode' titel was totdat het in 1961 als Literaire Reuzenpocket verscheen en een tweede leven kreeg: het boek neemt op de bestsellerlijst uit 1970 de derde plaats in met 93.000 verkochte exemplaren. Drie jaar na de roman verscheen bij De Bij nog De ondergang van de familie Boslowits, een titel die Reve later onderbracht bij Van Oorschot. Remco Campert, zoon van Jan Campert, brengt zijn werken sinds 1952 bij deze uitgeverij uit. Dit feit werd in 2017 gevierd met het aanbrengen van een tekst van Remco Campert op de gevel, Campert op de gevel.